# La Radial
La Radial, también conocida como Radial, es una localidad uruguaya del departamento de San José.

## Ubicación
La localidad se encuentra situada en la zona sur del departamento de San José, sobre la cuchilla Mangrullo, junto a la ruta 1 a la altura de su intersección con la ruta 3.

## Población
La localidad cuenta con una población de 250 habitantes, según el censo del año 2011.
| 187           | 250 |
| (Fuente: INE) |     |